# Francisco Mendes (político da Guiné-Bissau)
Francisco Mendes, Codinome Tchico Té (7 de Julho de 1939 – 7 de Julho, 1978) foi um político da Guiné-Bissau.
Foi o primeiro primeiro-ministro guineense e se manteve chefe de estado de 24 de Setembro de 1973 até sua morte em 7 de julho de 1978. Alegações sobre um eventual assassinato são falsas. As suas filhas, que viajavam com ele, corroboram que a morte do seu pai deveu-se a um  um acidente.
No início da década de 1960 o PAIGC iniciou uma luta armada contra o domínio imperial português que demorou mais de uma década. Após negociações entre Portugal e o PAIGC em 1974, Portugal reconheceu a independência da Guiné-Bissau.
O governo do PAIGC era liderado por Luís Cabral, meio-irmão do co-fundador do PAIGC Amílcar Cabral. Francisco Mendes foi apontado como primeiro-ministro e se tornou o responsável por uma série de programas de desenvolvimento de inspiração socialista.
Apesar de haver muitas controvérsias sobre as circunstâncias de sua morte, a verdade é que foi assainado pelos alguns membros do P.A.I.G.C mesmo. Na ocasião de sua morte, deixou quatro filhos: Osvaldo Mendes, Valentina Mendes, Fanta Luiza Mendes, and Abel Augusto Mendes.

## Legado de Francisco Mendes
Como um nacionalista africano e herói da luta pela independência, Francisco Mendes é homenageado em Guiné-Bissau e em Cabo Verde. Em homenagem a Francisco Mendes, escolas, ruas e o antigo aeroporto da Praia em Cabo Verde receberam seu nome. Também foi homenageado em cédulas de 500 Pesos da Guiné Bissau.

## Publicações
- Roel Coutinho: A luta pela libertação da Guiné-Bissau, vista pelos olhos de um jovem médico neerlandês. Voorschoten, Editora Couto, 2024. Edição digital